# ミランダ警告
ミランダ警告（ミランダけいこく、英語: Miranda Admonition または Miranda warning）とは、アメリカ合衆国において、アメリカ合衆国憲法修正第5条の自己負罪拒否特権に基づいて米国連邦最高裁が確立した刑事司法手続の一つで、後述する各項目の告知が被疑者に対してされていない状態での供述（自白）は、公判で証拠として用いることができないとする原則である。日本語ではミランダ警告の他に、「権利の告知（権利告知）」、ミランダ・ルール、ミランダ準則、ミランダ法則などと訳される。

## 内容
アメリカにおいては、身体の拘束下にある被疑者に尋問を行う際、一般的にミランダ警告として概ね次のような事項を告知しなければならない。ミランダ警告がない状態でなされた被疑者の供述は、公判上の争点（case in chief）の立証に用いることができない。
1. You have the right to remain silent.（あなたには黙秘権がある。）
2. Anything you say can and will be used against you in a court of law.（あなたの供述は、法廷であなたに不利な証拠として用いられる場合がある。）
3. You have the right to have an attorney present during questioning.（あなたは弁護士の立会いを求める権利がある。）
4. If you cannot afford an attorney, one will be provided for you.（もし自分で弁護士に依頼する経済力がなければ、質問に先立って公選弁護人を付けてもらう権利がある。）

さらに、「あなたはいつでもこの権利を用いることができ、質問に答えず、また供述をしないことができる。（You can decide at any time to use these rights and not answer questions or make a statement.）」や「あなたはこの取調べをいつでも打ち切る権利がある（You have the right to terminate this interview at any time.）との警告が付け加えられることもある。
第1項の黙秘権の告知は最も重要であり、最初になされなければならない。

## 運用
ミランダ警告の原則を確立したのは、ミランダ対アリゾナ州事件（アリゾナ州において発生した、メキシコ移民アーネスト・ミランダによるとされた誘拐・婦女暴行事件）である。同事件では州裁判所にて有罪判決が下ったが、1966年に上告審において連邦最高裁判所が示した判決（執筆者は時の最高裁長官アール・ウォーレン）では、黙秘権・弁護人選任権の告知なしでの自白を証拠とすることには問題があったとされ、原判決が破棄され裁判のやり直しが命じられた。
この判決が確定して以後、法執行官は、拘束下にある被疑者に対して取調べを行う際には、ミランダ警告の各項目を通告することが必要となった。なお、同判例によれば逮捕時に警告をすることは必要とされていない。
ミランダ警告に定まった様式はなく、各自治体警察の警察官・法執行官によって読み上げられる内容はさまざまである。
アメリカの刑事司法実務ではこの警告が与えられたか否かが厳しくチェックされる。もっとも、大半の事件においてはこれらの権利は被疑者によって放棄（英語: waiver）されることが通例となっており、ミランダ警告が形骸化しているとの指摘も多い。また、ミランダ原則に例外を設ける判例も出されている（例えば、1984年に出された判決では、公共の安全に関わる場合にはミランダ警告なしで得られた供述でも例外的に証拠として採用できると判断された。）。
ミランダ警告を与えられた後に自己負罪拒否特権が放棄された場合は、厳密な手続を履践した後の自白であることを理由に、日本において必要とされるような補強証拠を必要とすることもなく、犯罪事実の認定に利用可能となる。

## アメリカ国外におけるミランダ警告
アメリカ合衆国で確立したミランダ警告だが、アメリカ以外の先進国の多くでも同様の制度が取り入れられており、逮捕時に告知を行うことが警察の義務となっている国も多い。なお、「ミランダ警告」という呼称そのものはアメリカ国内の制度の名称であるため国外では用いられないが、それぞれの国における同様の警告の通称として用いられることはある。ミランダ警告が義務となっている国は、イギリスやオーストラリア、カナダ、ニュージーランドなどが知られている。
また、イギリスではかつてはアメリカのように各地の警察によって警告の読み上げられる内容が異なっていたが、1994年の法改正で読み上げ内容の統一化が行われた。その文面は以下の通り。
1. You do not have to say anything.（あなたは何も言う必要はない。）
2. But, it may harm your defence if you do not mention when questioned something which you later rely on in court.（ただし、質問されたときに、のちの法廷であなたが拠り所にするようなことを話さなかった場合、そのことがあなたの弁護にとって不利になる可能性がある。）
3. Anything you do say may be given in evidence.（あなたが言うことはそれが何であれ証拠として用いられる可能性がある。）

日本においては、日本国憲法第38条が黙秘権を保障しているが、日本にはミランダ警告に相当する制度や判例は存在しない。憲法第38条の規定を受け、刑事訴訟法第198条2項は取調べに際してあらかじめ黙秘権を告知することを定めているが、当該告知の義務が生じるのは検察官・検察事務官・司法警察職員が取調べを行う時とされており、法律上逮捕時に警告を与える義務を課す規定はない。

## 大衆文化における普及

### アメリカの大衆文化
判決が確定した後、アメリカでは、一般大衆向けのテレビドラマ等においても逮捕時にミランダ警告を読み上げるシーンが盛り込まれるようになった。権利告知の場面だけでなく、警告後に黙秘権や弁護人選任権の行使があった場合には直ちに取調べが中止される場面も頻繁に描写されており、ミランダ警告はアメリカの大衆文化となっているとの指摘もある。
- 映画『ダーティハリー』（1971年）では、逮捕時にミランダ警告が無かったことが指摘され、結果として凶悪犯が放免された後に再犯を起こす。
- 映画『レッドブル』（1988年）では、ソ連人の捜査官が強引に取り調べを行おうとした際、同行していたアメリカ人の刑事が「この国にはミランダ警告というルールがあり、遵守しなければ犯罪者に手を触れることもできない」と諭したところ、「非効率なルールだ」と反論されるシーンがある。
- 『特捜刑事マイアミ・ヴァイス』のサウンド・トラック4曲目「VICE」に、スクリプトとして取り入れられている。
- 『CSI:科学捜査班』、『LAW & ORDER』シリーズでは、逮捕前に必ずミランダ警告が行われている（時間の関係で第1項の黙秘権の告知以外は省略されることもある）[9]。
- 『ザ・シンプソンズ』シーズン13第2話「切れない親子の絆(原題:The Parent Rap)」では、パトカーの中に「ミランダ権利カンニング用テレプロンプター」なる機器が設置され、第1項が表示されるが、警告文の末尾には「punch in belly(被疑者の腹を殴る)」と余計な事が書かれている。

### 日本の大衆文化
日本においては、黙秘権や弁護人選任権の議論は学界の中にとどまっており、一般大衆向けの娯楽作品ではあまり見られない。この点においてアメリカとの差は大きい。その背景には、日本の最高裁判例は違法収集証拠排除法則について消極的であるなど、アメリカの最高裁に比してデュー・プロセスについて不徹底であることがあると指摘される。